# NKK Soccer Club 1992
Questa voce raccoglie le informazioni riguardanti il NKK Soccer Club nelle competizioni ufficiali della stagione 1991-1992.

## Stagione
Iscrittosi nella Japan Football League in seguito al quarto posto ottenuto nella stagione precedente il NKK, che aveva incluso nel precampionato alcuni giocatori stranieri, rimase invischiato sul fondo della classifica della prima divisione del torneo retrocedendo. Al termine della stagione la squadra subì un'immediata eliminazione dalla Coppa dell'Imperatore in seguito a una sconfitta contro lo Yanmar Diesel.

## Rosa
| N. |                     | Ruolo | Calciatore        |
| -- | ------------------- | ----- | ----------------- |
| 2  | Giappone (bandiera) | D     | Shinichiro Kato   |
| 3  | Giappone (bandiera) | D     | Yoshikazu Isoda   |
| 4  | Giappone (bandiera) | C     | Yasutoshi Kanda   |
| 5  | Giappone (bandiera) | D     | Hisao Kuramata    |
| 6  | Giappone (bandiera) | C     | Katsuo Kanda      |
| 7  | Giappone (bandiera) | C     | Tetsuya Takada    |
| 8  | Giappone (bandiera) | A     | Katsuyoshi Tamura |
| 10 | Giappone (bandiera) | C     | Koji Oikawa       |
| 14 | Giappone (bandiera) | D     | Osamu Umeyama     |
| 15 | Giappone (bandiera) | A     | Yoshiichi Endo    |
| 21 | Giappone (bandiera) | A     | Takashi Yada      |

| N. |                     | Ruolo | Calciatore         |
| -- | ------------------- | ----- | ------------------ |
| 23 | Giappone (bandiera) | D     | Yasuhide Ihara     |
| 25 | Giappone (bandiera) | P     | Koichi Kidera      |
| 27 | Cina (bandiera)     | A     | Ma Lin             |
| 28 | Cina (bandiera)     | D     | Zhao Faqing        |
|    | Giappone (bandiera) | P     | Tomoaki Sano       |
|    | Giappone (bandiera) | P     | Shinji Yamazaki    |
|    | Giappone (bandiera) | D     | Shōkichi Satō      |
|    | Brasile (bandiera)  | D     | Gerson             |
|    | Giappone (bandiera) | C     | Takatoshi Yamamoto |
|    | Brasile (bandiera)  | A     | Marcio             |
|    | Giappone (bandiera) | A     | Yoshiyuki Takemoto |

## Statistiche

### Statistiche di squadra
| Competizione          | Punti | Totale | Totale | Totale | Totale | Totale | Totale | DR  |
| Competizione          | Punti | G      | V      | N      | P      | Gf     | Gs     | DR  |
| --------------------- | ----- | ------ | ------ | ------ | ------ | ------ | ------ | --- |
| JFL Division 1        | 11    | 18     | 2      | 5      | 11     | 12     | 32     | -20 |
| Coppa dell'Imperatore | -     | 1      | 0      | 0      | 1      | 2      | 3      | -1  |
| Totale                | -     | 19     | 2      | 5      | 12     | 14     | 35     | -21 |